# Orçamento militar

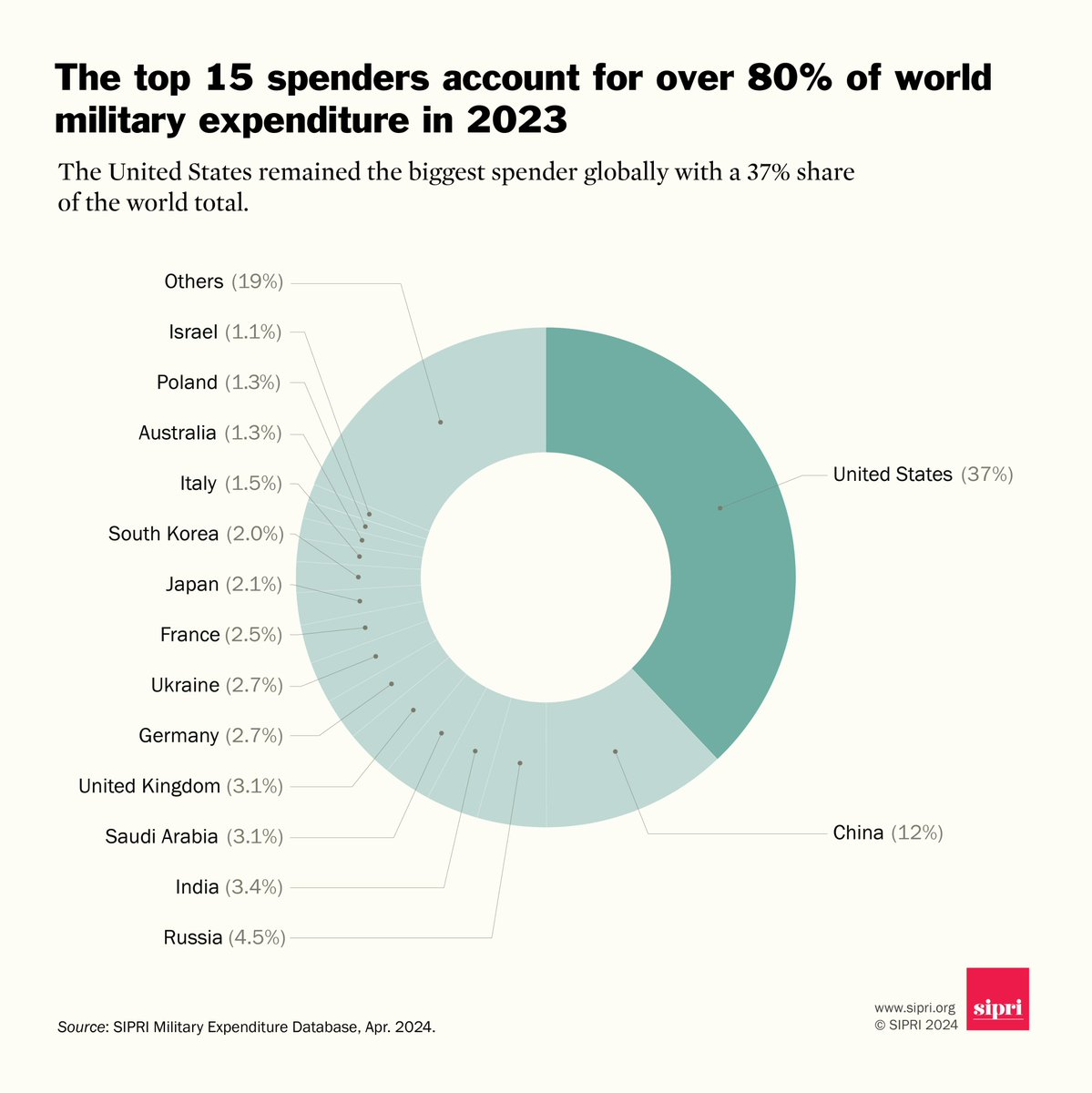
Despesas militares globais em 2023.

Um orçamento militar (ou despesa militar), também conhecido como orçamento de defesa, é a quantidade de recursos financeiros dedicados por um estado para criar e manter forças armadas ou outros métodos essenciais para fins de defesa.

## Financiamento militar
Os orçamentos militares geralmente refletem o quanto um país percebe a probabilidade de ameaças contra ele ou a quantidade de agressão que deseja provocar. Também dá uma ideia de quanto financiamento deve ser fornecido para o próximo ano fiscal. O tamanho de um orçamento também reflete a capacidade do país para financiar atividades militares. Os fatores incluem o tamanho da economia do país, outras demandas financeiras sobre a entidade e a disposição do governo ou do povo da entidade em financiar tal atividade militar. Geralmente são excluídos dos gastos militares os gastos com aplicação da lei interna e reabilitação de veteranos incapacitados. Os efeitos dos gastos militares na economia e na sociedade de uma nação, e o que determina os gastos militares, são questões importantes na ciência política e na economia. Em geral, alguns sugerem que as despesas militares são um impulso para as economias locais. Ainda assim, outros sustentam que a despesa militar constitui um entrave ao desenvolvimento.
Entre os países que mantêm alguns dos maiores orçamentos militares do mundo, a China, a Índia, a França, a Alemanha, o Japão, a Rússia, o Reino Unido e os Estados Unidos são frequentemente reconhecidos como grandes potências.
Em 2024, os Estados Unidos gastaram 3,4% do seu PIB em defesa, enquanto que a China 1,7%, a Rússia 7,1%, a França 2,1%, o Reino Unido 2,3%, a Índia 2,3%, Israel 8,8%, a Coreia do Sul 2,6% e a Alemanha gastaram 1,9% do seu PIB em defesa.
De acordo com o Instituto Internacional de Pesquisa para a Paz de Estocolmo, em 2024 o gasto militar mundial totalizou US$ 2,718 biliões. Aumentou 9,4 por cento em relação ao ano anterior. As despesas europeias aumentaram 17 por cento

## Despesa histórica

Despesas militares do mundo de 1950 a 2022 em mil milhões de dólares americanos constantes em 2021.

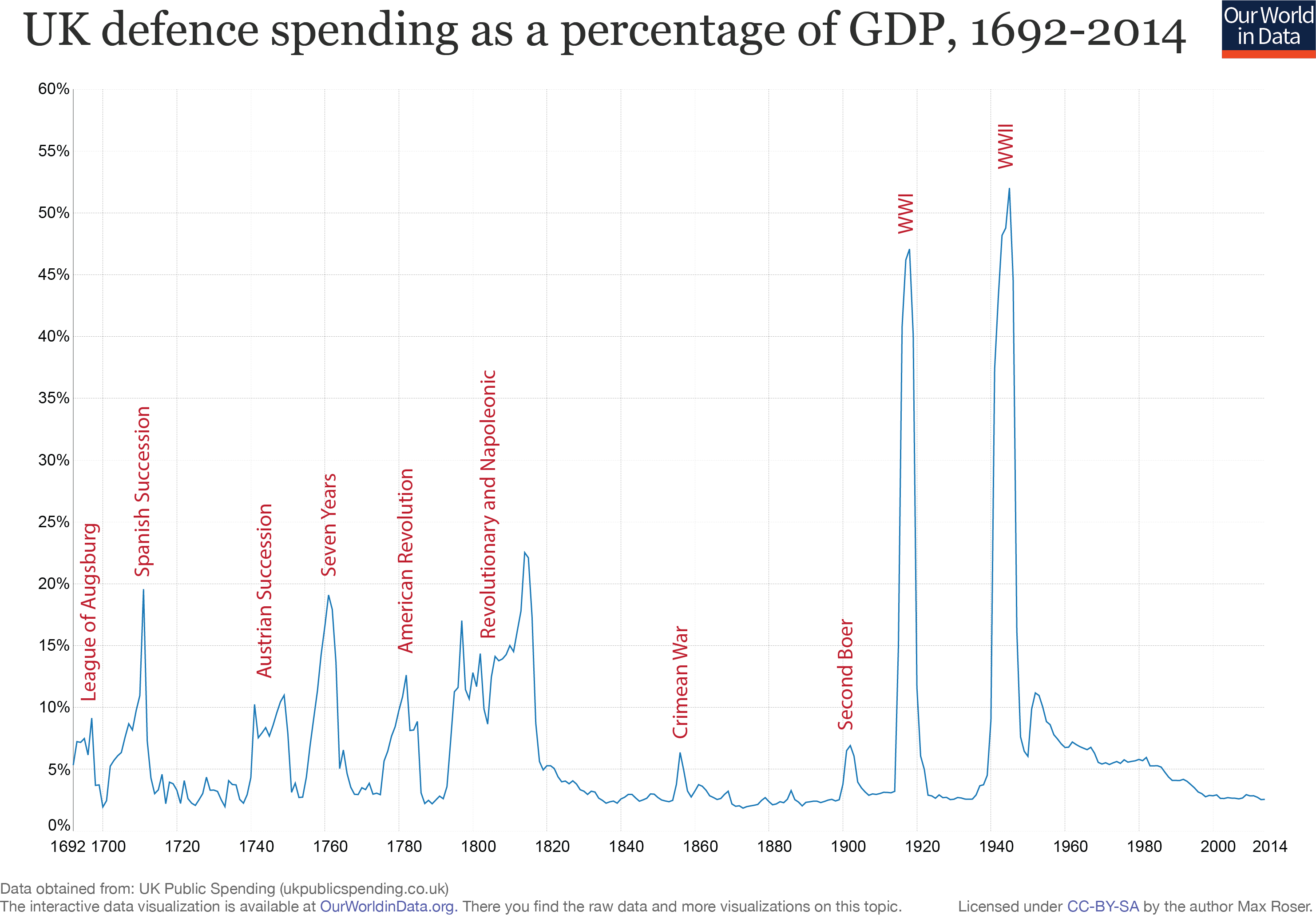
Despesas com defesa no Reino Unido ao longo do tempo.

A revista Saturday Review, de Fevereiro de 1898, descreveu os níveis de despesas militares como uma percentagem da receita fiscal gasta pelas então grandes potências no ano de 1897:
- Estados Unidos: 17%. Os Estados Unidos flutuaram durante décadas, dependendo do conflito da época. O primeiro aumento nos gastos com defesa, e por sua vez os impostos, ocorreu no início do século XIX.[9] Durante a Primeira Guerra Mundial, os Estados Unidos gastaram 22% do produto interno bruto, enquanto que durante o tempo de paz, o governo gastou apenas 1% do produto interno interno bruto (PIB).[10] Isto mudou após a Segunda Guerra Mundial, quando o governo dos Estados Unidos estava a experienciar um imenso medo da expansão do comunismo e, portanto, aumentou a segurança em todas as frentes. Isto foi apoiado pelos americanos, pois  trouxe-lhes uma sensação de segurança e o PIB de 3,6% ao qual estavam a contribuir foi uma grande diminuição das enormes quantidades de capital gastado durante a Segunda Guerra Mundial que superou 41%, antes de diminuir para 10% durante a Guerra Fria e por cerca de duas décadas mais depois, incluindo a Guerra do Vietname, antes de começar a diminuir na década de 1970 para 6% e 5,5% em 1979 antes de começarem a cair constantemente novamente.[10][9] Após 2001, no entanto, e os ataques terroristas de 11 de setembro, os gastos com defesa aumentaram novamente, atingindo um pico de 5,7% em 2010.[10]
- Império Russo: 21%
- Terceira República Francesa: 27%
- Império Britânico: 39%
- Império Alemão: 43%
- Império do Japão: 55%